# 日鉄SGワイヤ
日鉄SGワイヤ株式会社（にってつエスジー ワイヤ、英: NIPPON STEEL SG WIRE CO., LTD.）は、ピアノ線などの鋼線を製造する鉄鋼二次製品メーカー。日本製鉄グループの企業である。

## 概要
鉄鋼二次製品のうち、線材と呼ばれる鋼材を加工した線材二次製品のメーカーである。ばねや楽器の弦に用いられるピアノ線、主にばねに用いられる硬鋼線・オイルテンパー線、コンクリート補強用のPC鋼線、幅広い分野で使用されるチタン線などを製造する。
本社は東京都千代田区丸の内一丁目にあり、大阪市と名古屋市に支店を構える。製造拠点は千葉県習志野市にある習志野工場のみだが、傘下に複数の加工製品メーカーを持つ。2009年には、ヨーロッパ・北アメリカ・中国に拠点を持つ自動車用鋼線メーカーのスズキ・ガルピッタンを買収した。
親会社は、材料の供給元でもある鉄鋼メーカーの日本製鉄。長らく新日鉄（当時）の持分法適用会社であったが、2009年に持株比率上昇に伴い連結子会社となった。2015年9月には株式交換により完全子会社となった。

## 沿革
- 1938年5月1日 - 鈴木金属商工株式会社として設立。
- 1940年8月 - 鈴木金属工業株式会社に商号変更。
- 1961年
  - 10月 - 東証二部に株式を上場。
  - 12月 - 神戸製鋼所保有株式を肩代わりし、八幡製鐵（日本製鉄の前身）が資本参加。
- 1962年10月 - 習志野工場を新設。
- 1983年5月 - 市川製線の株式を取得。
- 1993年3月 - ムロランスズキを設立。
- 1999年7月 - タカハシスチールを設立。
- 2007年7月 - ステンレス鋼線部門を鈴木住電ステンレスに移管。
- 2009年
  - 6月1日 - スウェーデンのハルデックス（Haldex AB）からハルデックス・ガルピッタン（スズキ・ガルピッタンに社名変更）を買収。
  - 6月15日 - 第三者割当増資実施により、新日鉄の持分法適用会社から連結子会社となる。
- 2015年
  - 8月27日 - 上場廃止。
  - 9月1日 - 株式交換により新日鐵住金の完全子会社となる。
  - 10月1日 - 日鉄住金SGワイヤに改称。
- 2019年4月1日 - 日鉄SGワイヤに改称[1]。

## 主なグループ企業
- 鈴木住電ステンレス株式会社 - 2007年に設立されたステンレス鋼線メーカー。日鉄SGワイヤが60%、住友電気工業が40%を出資。連結子会社。
- 市川製線株式会社 - 鉄線メーカー。日鉄SGワイヤが約50%を出資。連結子会社。
- 株式会社ムロランスズキ - 北海道室蘭市を拠点とするサスペンション用オイルテンパー線メーカー。100%出資の連結子会社。
- 日鉄物産ワイヤ&ウェルディング株式会社 - 鉄鋼商社。日鉄物産が80%、日鉄SGワイヤが20%を出資する。持分法適用関連会社。
- スズキ・ガルピッタン (Suzuki Garphyttan AB) - スウェーデンに本社を置く自動車用鋼線メーカー。100%出資する完全子会社。